# 川村大
川村 大（かわむら ふとし、1965年6月 - ）は、日本語学者。専門は日本語学、古代日本語文法論。
東京外国語大学国際日本学研究院教授。学位は、博士（文学）。

## 学歴
- 1988年　東京大学文学部国語学専修課程卒業
- 1990年　東京大学大学院人文科学研究科国語国文学専攻修士課程修了
- 2012年　東京大学より、博士（文学）の学位を取得

## 経歴
- 1991年4月　東京大学文学部助手
- 1994年4月　武蔵大学人文学部講師
- 1996年4月　武蔵大学人文学部助教授
- 1998年4月　東京外国語大学外国語学部講師
- 2003年4月　東京外国語大学外国語学部助教授
- 2009年4月　東京外国語大学総合国際学研究院（言語文化部門・言語研究系）准教授（大学院重点化による配置転換）
- 2013年4月　同教授
- 2015年4月　現職（改組に伴う配置転換）

## 研究業績
- ｢受身・自発・可能･尊敬-動詞ラレル形の世界-｣、『朝倉日本語講座6文法Ⅱ』朝倉書店、105-127、2004年
- ｢受身文の研究史から-「被影響」の有無をめぐる議論について-｣、『言語』32巻4号、42-49　2003年
- ｢ベシの諸用法の位置関係 ｣、『築島裕博士古希記念 国語学論集』汲古書院 、333-354、1995年